# Чили на летних Олимпийских играх 1984
Команда Чили принимала участие в Летних Олимпийских играх 1984 года в Лос-Анджелесе (США) в пятнадцатый раз за свою историю, пропустив Летние Олимпийские игры 1980 года, но не завоевала ни одной медали.

## Состав сборной
52 спортсмена: 50 мужчин и 2 женщины — соревновались в 8 видах спорта:
- академическая гребля
- велоспорт
- дзюдо
- конный спорт
- лёгкая атлетика
- парусный спорт
- стрельба
- футбол.

Младшим участником сборной был 18-летний Альфредо Соне, старшим — 47-летний Америко Симонетти (оба — конный спорт.